# 금성초등학교 (서천군)
금성초등학교는 대한민국 충청남도 서천군 화양면 활산로 245 (남성리)에 있었던 초등학교이다.

## 학교 연혁
- 1935년 5월 11일 : 화양공립보통학교 부설 남성간이학교 설립인가
- 1941년 7월 8일 : 금성공립국민학교 승격
- 1951년 3월 1일 : 금성국민학교로 개칭
- 1981년 3월 1일 : 병설유치원 개원
- 1996년 3월 1일 : 금성초등학교로 개칭
- 2003년 9월 6일 : 다목적 교실 준공
- 2007년 3월 1일 : 화양초등학교로 통합